# Capacitación docente
La capacitación docente o formación docente se refiere a las políticas y procedimientos planeados para preparar a potenciales profesores dentro de los ámbitos del conocimiento, actitudes, comportamientos y habilidades, cada uno necesario para cumplir sus labores eficazmente en el salón de clases y la comunidad escolar. 
Aunque teóricamente la capacitación docente puede ser concebida y organizada como un perfeccionamiento continuo, a medida es dividida en las siguientes etapas:
1. Capacitación docente inicial: un curso anterior al trabajo de profesor responsable de una sala de clases.
2. Iniciación: proceso en el cual se adquiere conocimientos y respaldo durante los primeros años de aprendizaje o el primer año en una escuela particular.
3. Desarrollo profesional: proceso dentro de la sala de clases para profesores en práctica.

Díaz Barriga señala que la formación docente puede ser vista desde tres diferentes perspectivas: tecnológica conductista, que se refiere a los medios que apoyan la labor docente; la perspectiva constructiva, enfocada al sujeto y la búsqueda personal del conocimiento; y la perspectiva crítico reflexiva, en la que el docente es autocrítico de su labor.

## Capacitación docente inicial

### Organización
La educación docente inicial en muchos países toma lugar extensamente y hasta completamente en instituciones de educación superior. Puede ser organizada de acuerdo a dos modelos básicos.
En el modelo 'consecutivo', un potencial profesor, primero obtiene un título académico en una o más asignaturas (a menudo un título de bachillerato), y luego estudia por más tiempo para obtener un título adicional en docencia (esto puede tomar la forma de una credencial posbachillerato o el grado de maestría).
En el modelo alternativo 'concurrente', el estudiante simultáneamente aprende una o más asignaturas académicas y las maneras de enseñarlas,  lo que lleva a combinar el grado de bachillerato con la credencial docente para calificar como un profesor de las asignaturas aprendidas.
Existe otros caminos. En algunos países, es posible recibir capacitación docente mediante el trabajo en una escuela bajo la responsabilidad de un profesional experimentado autorizado.
En los Estados Unidos, aproximadamente un tercio de los nuevos profesores vinieron a través de caminos alternativos de certificación docente, de acuerdo al testimonio dado por Emily Feistritzer, la presidenta del National Center for Alternative Certification y el National Center for Education Information, a una subcomisión del congreso el 17 de mayo de 2007.
No obstante, muchos caminos alternativos están afiliados con escuelas, donde los candidatos aún están matriculados en asignaturas universitarias. Un componente adicional al estudio universitario es la capacitación docente comunitaria, con la cual los estudiantes de docencia se integran a comunidades que les permiten aplicar lo aprendido en la teoría. La capacitación docente comunitaria también enfrenta los prejuicios de sexo, raza y diversidad cultural de los futuros profesores.
Las escuelas autónomas «Sin Excusas» en los Estados Unidos tienen la intención de reducir esta brecha, y aumentar los logros académicos de estos grupos. Para ello utilizan una capacitación docente extensiva. Una revisión sistemática de 18 estudios realizados en Estados Unidos entre 1990 y 2015, concluyó que estas escuelas generaron, en promedio, un mayor avance en los logros en matemática y alfabetización de sus alumnos que sus pares en las escuelas públicas tradicionales, presentando un mayor efecto en matemáticas.

### Currículo
La pregunta sobre qué conocimiento, actitudes, comportamientos y habilidades deberían poseer los profesores es tema de gran debate en muchas culturas. Esto es comprensible, ya que se encomienda a los profesores la transmisión de las creencias de la sociedad, actitudes y deontología, además de información, consejos y sabiduría, y facilitando la obtención de conocimiento elemental, actitudes y comportamientos que necesitarán para participar activamente en la sociedad y economía.
Generalmente, el currículo de la capacitación docente puede ser analizado en cuatro principales áreas:
- Conocimiento fundamental en áreas docentes como filosofía de la educación, historia de la educación, psicología educativa y sociología de la educación. Permiten a los docentes conocer los diferentes modelos educativos, que caracterizan a las diferentes formas de enseñanza y aprendizaje, contar con un marco de referencia acerca de los principios, el desarrollo, la trascendencia y la función social de la educación en las diferentes épocas históricas, así como favorecer la comprensión de cómo se da el proceso de aprendizaje en los estudiantes.

- Habilidades de evaluación del aprendizaje, apoyo en el estudio de su idioma, uso de tecnología para mejorar la enseñanza y el aprendizaje y ayudando a los estudiantes con necesidades especiales. El docente debe ser formado en evaluación educativa, principalmente en la evaluación del aprendizaje, sin dejar de lado la evaluación de los planes y programas de estudio, todo ello con el fin de participar en la valoración del desempeño de los estudiantes, así como en el hecho de verificar si el proceso enseñanza y aprendizaje, se lleva a cabo de acuerdo a lo planeado en el modelo educativo elegido.

- Contenidos y métodos de conocimiento y habilidades, a menudo también incluyen maneras de enseñar y evaluar una asignatura particular, en cuyo caso esta área puede juntarse con la primera área. Existe un creciente debate sobre este aspecto, debido a que ya no es posible saber anticipadamente qué tipos de conocimiento y habilidades necesitarán los pupilos cuando entren a la vida adulta, se vuelve más difícil saber qué clase de conocimientos y habilidades deberían poseer los profesores. Se pone énfasis cada vez más en habilidades "transversales" o "horizontales" (tales como "aprender a aprender" o "habilidades sociales", los cuales cortan las ataduras de las asignaturas tradicionales, y por lo tanto ponen en duda los métodos tradiciones de diseño del currículo de capacitación docente y los métodos de trabajo en el aula).

- Práctica docente en la sala de clases o en alguna otra forma de práctica, usualmente supervisado[7] y respaldado de alguna manera, aunque no siempre.

Es fundamental que el docente sea capacitado en función del campo de conocimiento al cual se incorpora, porque existen diferentes didácticas, es decir, el docente que se incorpora a las ciencias sociales o a las ciencias exactas, no pueden tener la misma formación didáctica que el docente que se incorpora a las ciencias de la salud, incluso dentro de este mismo campo, la didáctica de las ciencias naturales que en él se enseñan, es diferente a las empleadas en el campo clínico. El docente clínico por ejemplo en el caso de la educación dental debe propiciar en sus estudiantes las habilidades clínicas a desarrollar, la perseverancia, la planificación del tiempo y las actividades, la proactividad, seguridad en sí mismo (asertividad),  puentes de comunicación basados en la confianza entre él y sus pacientes, control del estrés, el desarrollo de valores y comportamiento ético, así como el compromiso social de su profesión.

### Experiencias de campo supervisada
- Observación del campo, incluye presenciar y participar limitadamente junto al curso bajo la supervisión del profesor de la clase.
- Enseñanza a alumnos, incluye un número de semanas enseñando a un determinado curso bajo la supervisión del profesor de la clase y un supervisor (por ejemplo, de la universidad).
- Pasantía, supervisión de su enseñanza en su propia clase.

Estas tres áreas reflejan la organización de la mayoría de los programas de capacitación docente en Norteamérica (aunque no necesariamente en otra parte del mundo), cursos, módulos, y otras actividades son a menudo organizadas para pertenecer a una de las tres áreas principales de la capacitación docente. La organización hace los programas más racionales o lógicos en su estructura, sin embargo, esta tradición ha sido a veces criticada como artificial y no representativa de como los profesores realmente realizan su trabajo. Problemas de la práctica frecuentemente (quizás usualmente) concierne problemas de materia, currículo y conocimiento práctico simultáneamente, y por lo tanto separarlos durante la capacitación puede resultar poco útil.

## Iniciación de los profesores principiantes
Enseñar implica el uso de un amplio conocimiento sobre el tema a enseñar, y otro conjunto de conocimiento sobre las formas más efectivas de enseñar esa materia a diferentes tipos de estudiante, por consiguiente requiere que los profesores asuman un complejo grupo de tareas cada minuto. Muchos profesores experimentan sus primeros años laborales como estresantes. El porcentaje de profesores que no ejercen la profesión después de completar su práctica o que la abandonan después de su primer trabajo, es alto.
A veces se hace una diferencia entre la iniciación de un profesor a un nuevo colegio (explicando la visión del colegio, su procedimiento, etc), y la de un profesor principiante a la profesión (proveyendo el soporte necesario para ayudar al profesor novato a adquirir una identidad profesional y desarrollar las competencias básicas que adquirió en la universidad).
Varios países y estados han implementado sistemas de apoyo a profesores novatos para ayudarlos en sus primeros años profesionales. Entre los elementos de dicho programa incluyen:
- Mentor: la asignación de un profesor experimentado a cada profesor novato, especialmente entrenado como mentor. Puede proveer apoyo profesional y emocional, y guía. En muchos estados de EE. UU., la iniciación está imitado a la asignación de un mentor, pero investigaciones sugieren que, por sí solo, no es suficiente.[9]
- Una red profesional, para el apoyo mutuo, además del aprendizaje por pares.
- Aporte de expertos en educación (por ejemplo, para ayudar a los primerizos a relacionar lo aprendido en la universidad con la realidad escolar).
- Apoyo para el proceso de autorreflexión  (por ejemplo, a través de la creación de una revista).

Algunos estudios siguieren que dichos programas pueden: incrementar la retención de profesores nuevos en la profesión; aumentar el rendimiento docente, y estimular el bienestar personal y profesional de los profesores.

## Desarrollo profesional continuo
Debido a que el mundo al que los profesores preparan a sus estudiantes, cambia rápidamente, y que las habilidades requeridas evolucionan de igual manera, ningún curso de capacitación docente puede ser suficiente para preparar a un profesor para una carrera de 30 o 40 años. El desarrollo profesional continuo (DPC) o formación continua es el proceso por el cual los profesores (como otros profesionales) mejoran sus competencias y conocimientos, manteniéndose actualizados.
Varía hasta qué punto las autoridades docentes apoyan estos procesos, como también la efectividad de los diferentes enfoques. Una investigación cada vez mayor sugiere que las actividades más efectivas de DPC son:
- Desarrollarse en el tiempo.
- Ser colaborativo.
- Aprendizaje activo.
- Participar de conferencias de profesores.
- Asistir a clases de práctica, entrenamiento y seguimiento.
- Promover la reflexión.[12]
- Animar la experimentación.
- Responder a las necesidades docentes.[13][14][15]

Por tanto, "el desarrollo profesional permanente o continuo debe ser el norte de todo docente en el ejercicio de su profesión, en vista que la educación como tal, es una carrera muy dinámica, que está siempre en constante movimiento, no es estática, sus postulados siempre están a la vanguardia de las demás ciencias del conocimiento humano, por lo que quedarse desactualizado significa una muerte lenta del crecimiento académico del docente", Maldonado J (2015).

## Garantía de la calidad
La calidad educativa se relaciona al carácter del trabajo asumido por el profesor, el cual tiene efectos significativos en sus estudiantes. Además, quienes pagan los salarios de los profesores, ya sea a través de impuestos o pagos mensuales, desean asegurarse que están recibiendo una buena relación calidad-precio. Por lo que se busca a menudo herramientas que midan la calidad individual de los profesores, de los colegios, o el sistema educativo como un todo. 
En la mayoría de los países, el salario de los profesores no depende de la calidad percibida de su trabajo. Sin embargo, algunos países tienen sistemas que identifican a los mejores profesores, e incrementan su remuneración de acuerdo a su desempeño. En otras partes, la valoración del desempeño puede realizarse con el fin de identificar profesores que necesiten de capacitación o desarrollo adicional, o, en casos extremos, aquellos que deban abandonar la profesión. En algunos países, se requiere que los profesores soliciten periódicamente sus licencias docentes, y haciendo esto, prueben que aún tienen las habilidades necesarias. 
La retroalimentación en el desempeño de los profesores es esencial en muchos estados de EE. UU. y colegios privados, pero toma muchas formas diferentes. Algunos creen que el enfoque de «no fallos» es satisfactorio, ya que las debilidades son cuidadosamente identificadas, evaluadas y luego fortalecidas a través de capacitación en la escuela u hogar. Sin embargo, esto puede ser visto como un beneficio para la institución y no necesariamente una solución completa a la necesidad de CPC de los profesores que carezcan de rigurosidad docente.
La falta de consenso con respecto al nivel de relación entre la cualificación de los docentes y la calidad del entorno educativo ha dificultado que tanto los formuladores de políticas, como los profesionales de la educación, puedan establecer estrategias que mejoren los resultados de aprendizaje en los niños que están en las primeras etapas de su educación. 
Una revisión sistemática que resume los hallazgos de 48 estudios, concluyó que existe una correlación positiva y estadísticamente significativa entre la cualificación docente y la calidad del entorno educativo preescolar. Este resultado no es dependiente de la cultura o el contexto, dado que la evidencia proviene de varios países. Sin embargo, debido a que los estudios son correlacionales, se necesita evidencia de otros estudios que permita evaluar la causalidad. Asimismo, investigaciones adicionales deberían evaluar qué conocimientos y habilidades específicos aprendidos por los maestros son los que les permiten cumplir con sus funciones de manera eficaz.

## Política de capacitación docente
El proceso mediante el cual los profesores son capacitados es objeto de discusión política en muchos países, reflejo del valor dado por las sociedades y culturas a la preparación de los jóvenes para la vida, y el hecho de que los sistemas educativos consumen recursos financieros significativos, inversión en donde los salarios docentes son a menudo el elemento más caro.
Sin embargo, el grado de control político sobre la Capacitación Docente varía. En donde la CD está completamente en manos de las universidades, el estado puede no tener control directo sobre qué y cómo se enseña a los candidatos. Esto puede conducir a anomalías, como futuros profesores aprendiendo mediante métodos que podrían ser considerados inapropiados si también se usan en escuelas, o docentes universitarios con poca o ninguna experiencia práctica de enseñanza en la sala escolar real.
En otros sistemas, la CD puede ser objeto de prescripción detallada, por ejemplo, el estado puede especificar qué habilidades los profesores deben poseer, o puede especificar el contenido de los cursos de CD.
En varios estados de EE. UU., el proceso de adquirir los conocimientos y habilidades pertinentes (cualificación) es separado del proceso de adquirir el permiso oficial de enseñar en escuelas públicas (registro o licenciatura).
La política de cooperación en la Unión Europea ha conducido a una amplia descripción de los tipos de atributos que los profesores de estados pertenecientes a la UE deben poseer: el Common European Principle for Teacher Competences and Qualifications (Principio europeo común para las competencias y capacidades docentes).